# Wirtualna woda
Wirtualna woda – ilość wody, która jest potrzebna do wyprodukowania danego produktu spożywczego, a także produkty, które są sprzedawane państwom, w których nie są uprawiane (bądź uprawiane w małej ilości) ze względu na niedostępność wody. Zaoszczędzona w ten sposób woda może być wykorzystana do innych celów. Obroty wirtualną wodą wynoszą około 800 mld USD.
Koncepcja została wprowadzona w 1993 przez Johna Anthony’ego Allana z King’s College London i  School of Oriental and African Studies, jako argument za twierdzeniem, że kraje Bliskiego Wschodu mogą chronić swoje niewielkie zasoby wodne, poprzez opieranie w większym stopniu swojej gospodarki na imporcie żywności. Za swój naukowy wkład został nagrodzony w 2003 roku Stockholm Water Prize. Allan twierdzi, że: „Woda jest uważana za wirtualną, ponieważ w momencie kiedy pszenica jest dojrzała, realna ilość wody zużyta do jej uprawy, nie jest już w niej zawarta. Idea wirtualnej wody pomaga nam zrozumieć, jak wiele wody jest potrzebne do wyprodukowania różnych produktów i usług. W suchych i półsuchych regionach, wiedza na temat wartości wirtualnej wody towaru lub usługi może być przydatne w określaniu najkorzystniejszego wykorzystania dostępnych zasobów wodnych."
Jeden hamburger to około 2400 litrów wirtualnej wody. Przeciętny Amerykanin konsumuje około 6800 litrów wirtualnej wody każdego dnia, trzykrotnie więcej niż Chińczyk. Innym przykładem może być pszenica, której produkcja wymaga 1600 m³ wody na tonę (dokładna wartość może wynosić mniej lub więcej, w zależności od warunków klimatycznych i praktyk rolniczych). Hoekstra i Chapagain zdefiniowali zawartość wirtualnej wody w produkcie (towarze, usłudze) jako „objętość słodkiej wody, zużytej do wyprodukowania produktu, zmierzona w miejscu jego produkcji”. Odnosi się do sumy zużycia wody na różnych etapach łańcucha produkcji.
Koncept wirtualnej wody posiada istotne niedoskonałości, co oznacza, że poleganie na jego wartości w podejmowaniu decyzji administracyjnych, wiąże się z ryzykiem. Według Australijskiej National Water Commission miara wirtualnej wody ma bardzo ograniczone zastosowanie praktyczne w podejmowaniu decyzji dotyczących sposobu wykorzystania ograniczonych zasobów wodnych.

## Handel wirtualną wodą
Handel wirtualną wodą odnosi się do idei, że towary i usługi podlegają wymianie, a więc także wirtualna woda. Jeżeli kraj importuje tonę pszenicy, zamiast produkować ją na swoim terytorium, oszczędza około 1300 m³ lokalnej wody. Jeżeli dany kraj cierpi na niedobór wody, „oszczędzona” w ten sposób może zostać użyta do pokrycia innych potrzeb. Jeżeli kraj-eksporter cierpi na niedobór wody i wyeksportował 1300 m³ lokalnej wody w postaci tony pszenicy, to nie jest ona już dostępna do wykorzystania w innych celach. Pomysł ten pociąga oczywiste wnioski o znaczeniu strategicznym dla krajów w których słodka woda jest zasobem deficytowym, takich jak np. kraje Wspólnoty Rozwoju Afryki Południowej.
Kraje o poważnym deficycie wody, takie jak np. Palestyna, ograniczają eksport pomarańczy (obciążonych relatywnie dużym ładunkiem wirtualnej wody), aby ograniczyć eksport dużych ilości wody do innych części świata.
W ostatnich latach idea wirtualnej wody była przedmiotem naukowej i politycznej debaty. Pojęcie konceptu jest dość rozmyte, waha się od pojęcia analitycznego, o funkcji opisowej, do strategii motywowanej politycznie. Jako pojęcie analityczne, handel wirtualną wodą jest instrumentem pozwalającym na identyfikację i ocenę podjętych działań, nie tylko w dyskusji naukowej, ale także politycznej. Jako strategia, koncept handlu wirtualną wodą mierzy się z pytaniem, czy może zostać zastosowany w zrównoważony sposób, z poszanowaniem zasad ekonomii, wartości ekologicznych i społecznych oraz w których krajach zastosowanie tej strategii przyniosłoby korzystne efekty.
Dane pozyskane metodami geoinformatycznymi na temat wirtualnej wody mogą zostać zaimplementowane w ekonomicznych modelach handlu międzynarodowego, takich jak Global Trade Analysis Project (GTAP) Computable General Equilibrium Model.  Modele takie mogą być wykorzystywane w analizie ekonomicznych skutków zmian zasobów słodkiej wody lub polityki nią gospodarowania, jak i skutków jakie wywierają na zasoby wodne rozwój gospodarczy i liberalizacja handlu.
Reasumując, handel wirtualną wodą umożliwia nową perspektywę spojrzenia na problemy gospodarki wodnej. Według ustaleń konferencji z 2006 roku we Frankfurcie, wydaje się uzasadnionym, połączenie modelu Zintegrowanego Zarządzania Zasobami Wodnymi (IWRM) z konceptem wirtualnej wody.
Australijscy naukowcy podjęli próbę zastosowania metod analizy Life Cycle Assessment do oceny zużycia wody.

## Ślad wodny
Koncepcja wirtualnej wody w zamyśle odnosi się do teorii, że kraje mogą chronić własne zasoby wodne, poprzez import żywności. W 2002 roku profesor Arjen Y. Hoekstra, wtedy pracownik UNESCO-IHE, obecnie University of Twente; zaproponował pojęcie śladu wodnego. Ślad wodny ilustruje zależność pomiędzy konsumowanymi towarami i usługami lub wzorcem konsumpcji, a zużyciem zasobów wodnych i zanieczyszczeniem środowiska.
Handel wirtualną wodą i ślad wodny mogą być postrzegane jako część szerszego zagadnienia - globalizacji zasobów wodnych

## Zawartość wirtualnej wody w wybranych produktach
Poniższa tabela ukazuje średnią zawartość wirtualnej wody w wybranych produktach w różnych krajach [m3/t]:
| Product          | USA   | Chiny | Indie | Rosja | Indonezja | Australia | Brazylia | Japonia | Meksyk | Włochy | Holandia | Średnia światowa |
| ---------------- | ----- | ----- | ----- | ----- | --------- | --------- | -------- | ------- | ------ | ------ | -------- | ---------------- |
| Ryż (niełuskany) | 1275  | 1321  | 2850  | 2401  | 2150      | 1022      | 3082     | 1221    | 2182   | 1679   |          | 2291             |
| Ryż (łuskany)    | 1656  | 1716  | 3702  | 3118  | 2793      | 1327      | 4003     | 1586    | 2834   | 2180   |          | 2975             |
| Ryż (łamany)     | 1903  | 1972  | 4254  | 3584  | 3209      | 1525      | 4600     | 1822    | 3257   | 2506   |          | 3419             |
| Pszenica         | 849   | 690   | 1654  | 2375  |           | 1588      | 1616     | 734     | 1066   | 2421   | 619      | 1334             |
| Kukurydza        | 489   | 801   | 1937  | 1397  | 1285      | 744       | 1180     | 1493    | 1744   | 530    | 408      | 909              |
| Soja             | 1869  | 2617  | 4124  | 3933  | 2030      | 2106      | 1076     | 2326    | 3177   | 1506   |          | 1789             |
| Trzcina cukrowa  | 103   | 117   | 159   |       | 164       | 141       | 155      | 120     | 171    |        |          | 175              |
| Bawełna nasiona  | 2535  | 1419  | 8264  |       | 4453      | 1887      | 2777     |         | 2127   |        |          | 3644             |
| Bawełna szarpie  | 5733  | 3210  | 18694 |       | 10072     | 4268      | 6281     |         | 4812   |        |          | 8242             |
| Jęczmień         | 702   | 848   | 1966  | 2359  |           | 1425      | 1373     | 697     | 2120   | 1822   | 718      | 1388             |
| Sorgo            | 782   | 863   | 4053  | 2382  |           | 1081      | 1609     |         | 1212   | 582    |          | 2853             |
| Kokos            |       | 749   | 2255  |       | 2071      |           | 1590     |         | 1954   |        |          | 2545             |
| Proso            | 2143  | 1863  | 3269  | 2892  |           | 1951      |          | 3100    | 4534   |        |          | 4596             |
| Kawa (zielona)   | 4864  | 6290  | 12180 |       | 17665     |           | 13972    |         | 28119  |        |          | 17373            |
| Kawa (palona)    | 5790  | 7488  | 14500 |       | 21030     |           | 16633    |         | 33475  |        |          | 20682            |
| Herbata          |       | 11110 | 7002  | 3002  | 9474      |           | 6592     | 4940    |        |        |          | 9205             |
| Wołowina         | 13193 | 12560 | 16482 | 21028 | 14818     | 17112     | 16961    | 11019   | 37762  | 21167  | 11681    | 15497            |
| Wieprzowina      | 3946  | 2211  | 4397  | 6947  | 3938      | 5909      | 4818     | 4962    | 6559   | 6377   | 3790     | 4856             |
| Kozina           | 3082  | 3994  | 5187  | 5290  | 4543      | 3839      | 4175     | 2560    | 10252  | 4180   | 2791     | 4043             |
| Baranina         | 5977  | 5202  | 6692  | 7621  | 5956      | 6947      | 6267     | 3571    | 16878  | 7572   | 5298     | 6143             |
| Drób             | 2389  | 3652  | 7736  | 5763  | 5549      | 2914      | 3913     | 2977    | 5013   | 2198   | 2222     | 3918             |
| Jajka            | 1510  | 3550  | 7531  | 4919  | 5400      | 1844      | 3337     | 1844    | 4277   | 1389   | 1404     | 3340             |
| Mleko            | 695   | 1000  | 1369  | 1345  | 1143      | 915       | 1001     | 812     | 2382   | 861    | 641      | 990              |
| Mleko w proszku  | 3234  | 4648  | 6368  | 6253  | 5317      | 4255      | 4654     | 3774    | 11077  | 4005   | 2982     | 4602             |
| Ser              | 3457  | 4963  | 6793  | 6671  | 5675      | 4544      | 4969     | 4032    | 11805  | 4278   | 3190     | 4914             |
| Skóra (bydlęca)  | 14190 | 13513 | 17710 | 22575 | 15929     | 18384     | 18222    | 11864   | 40482  | 22724  | 12572    | 16656            |